# Deserted Fear
Deserted Fear ist eine deutsche Death-Metal-Band, die 2007 in Eisenberg gegründet wurde.

## Geschichte
Die Band wurde 2007 von Manuel Glatter, Fabian Hildebrandt und Simon Mengs im thüringischen Eisenberg gegründet. 2010 wurde das erste Demo veröffentlicht und bereits Ende 2011 begannen die Aufnahmen zum Debütalbum My Empire, bei dem Dan Swanö als Produzent tätig war. Am 28. September 2012 erschien das Album beim Independent-Label FDA Rekotz und wurde anschließend von Soulfood vertrieben.
Am 24. Oktober 2014 erschien das zweite Studioalbum Kingdom of Worms ebenfalls bei FDA Rekotz (später FDA Records). Im April 2016 wechselte die Band zu Century Media Records, wo zwei Jahre später am 1. Juni 2018 eine Wiederveröffentlichung des Albums erfolgte.
Am 27. Januar 2017 wurde das dritte Studioalbum Dead Shores Rising ebenfalls bei Century Media veröffentlicht. Mit diesem Album schaffte es die Band erstmals in die deutschen Albumcharts auf Platz 41. Im Mai 2017 trat die Band in einem Werbespot der Elektronikmarktkette Saturn auf, in dem sie für eine Verkaufsaktion von Metal-Tonträgern warb. Am 14. April 2018 erschien die EP A Morbid Vision / The Path of Sorrow bei Century Media Records. Am 10. Januar 2019 wurde die Band offizieller Trikotsponsor der U-14-Mannschaft des Basketballvereins Science City Jena.
Am 8. Februar 2019 erschien das vierte Studioalbum Drowned by Humanity, das in der ersten Woche Platz 20 der deutschen Ablumcharts erreichte. Es folgten Festivalauftritte und eine Tournee mit At the Gates und Nifelheim. Mit Beginn der Corona-Pandemie zogen sich die Bandmitglieder zunächst ins Privatleben zurück.
Im Sommer 2020 erhob eine Niederländerin in verschiedenen sozialen Medien Vorwürfe der sexuellen Nötigung gegen den damaligen Session-Musiker und Tour-Bassisten der Band. Im Januar 2021 teilte die Band in einem Statement mit, dass die Vorwürfe nicht der Wahrheit entsprechen und daher das Landgericht Hamburg die weitere Verbreitung der Anschuldigungen untersagt hat. Schließlich verließ der Tour-Bassist zum Jahresende 2021 die Band. Bereits Anfang 2022 konnte John Gahlert, Sänger der Band Fall of Serenity, als neuer Live-Bassist gewonnen werden.
Im August 2021 veröffentlichte die Band eine Single mit dem neuen Stück Funeral of the Earth, auf der B-Seite befand sich mit Artifacts of the Black Rain eine Coverversion von In Flames. Am 4. März 2022 erschien schließlich das fünfte Studioalbum Doomsday über Century Media. Auch dieses Album schaffte es wie die beiden Vorgänger in die deutschen Albumcharts und konnte dort mit dem 8. Platz die bisher höchste Chartplatzierung erreichen.
Im Januar 2025 gab die Band den Wechsel ihres Plattenlabels zu Testimony Records bekannt und kündigte ein neues Album an. Am 25. April 2025 wurde das sechste Studioalbum Veins of Fire veröffentlicht, gefolgt von einer Tournee mit Fall of Serenity und Kvaen im Vorprogramm. Veins of Fire erreichte in der ersten Woche den Platz 31 der deutschen Albumcharts.

## Stil
Die Gruppe spielt klassischen Death Metal, wobei unter anderem Bands wie Dismember, Grave und Asphyx markante Einflüsse darstellen. Zu Beginn ihrer Karriere wird die Band musikalisch häufig mit Hail of Bullets, God Dethroned, die frühen Death oder Benediction verglichen. Charakteristisch ist die Verwendung von Hooklines, was den Songs für Death-Metal-Verhältnisse eine hohe Eingängigkeit verleiht. Neben Elementen des klassischen, vor allem schwedischen Death Metal ähnlich Amon Amarth, In Flames und Dark Tranquillity, finden sich in den Kompositionen teilweise auch Elemente des Thrash Metal. Auf dem fünften Studioalbum ist zudem ein leichter Gothic-Einschlag im Stile von Edge of Sanity erkennbar.

## Bandmitglieder

Deserted Fear live auf dem Rock unter den Eichen 2024 in Bertingen
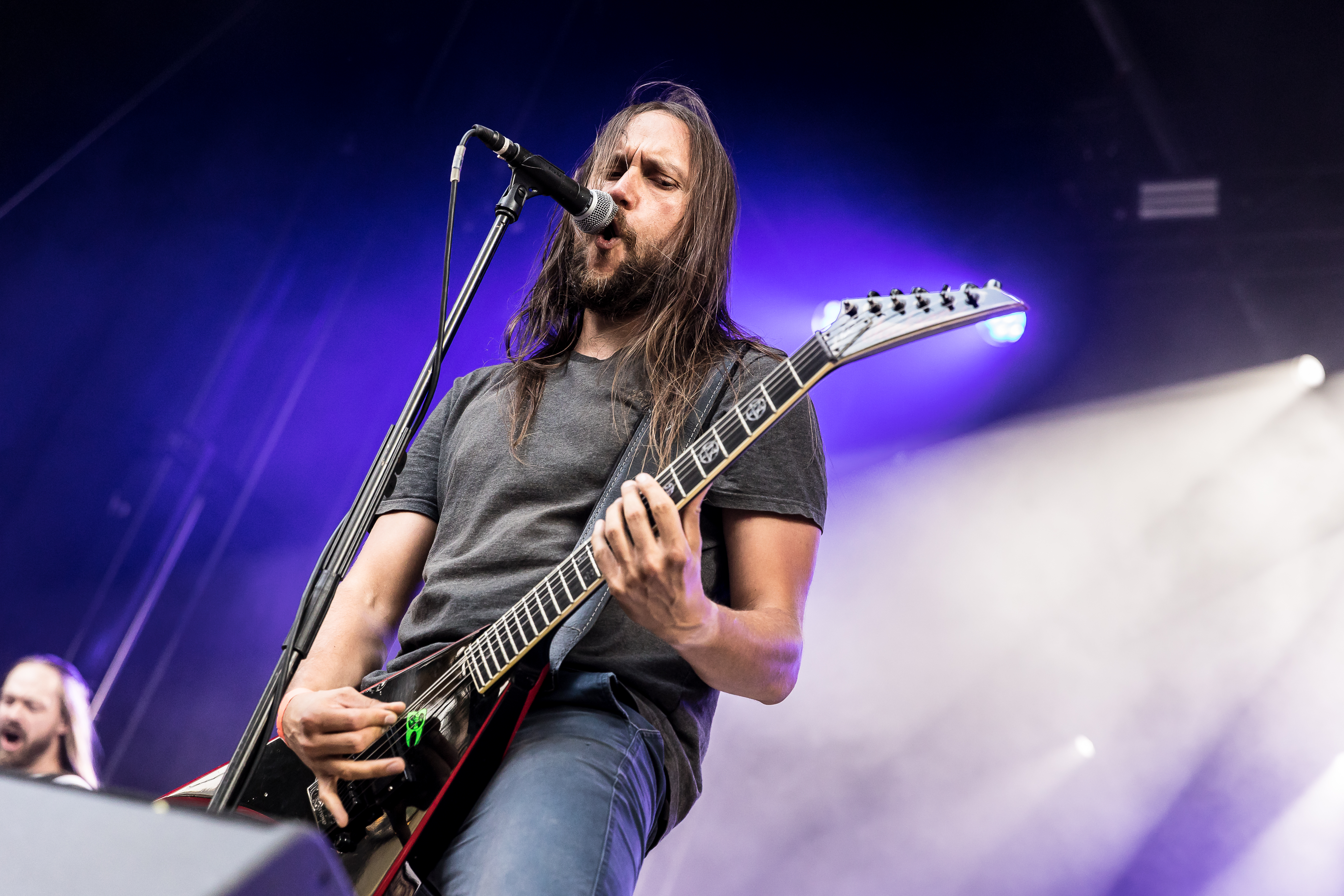
Sänger Manuel Glatter
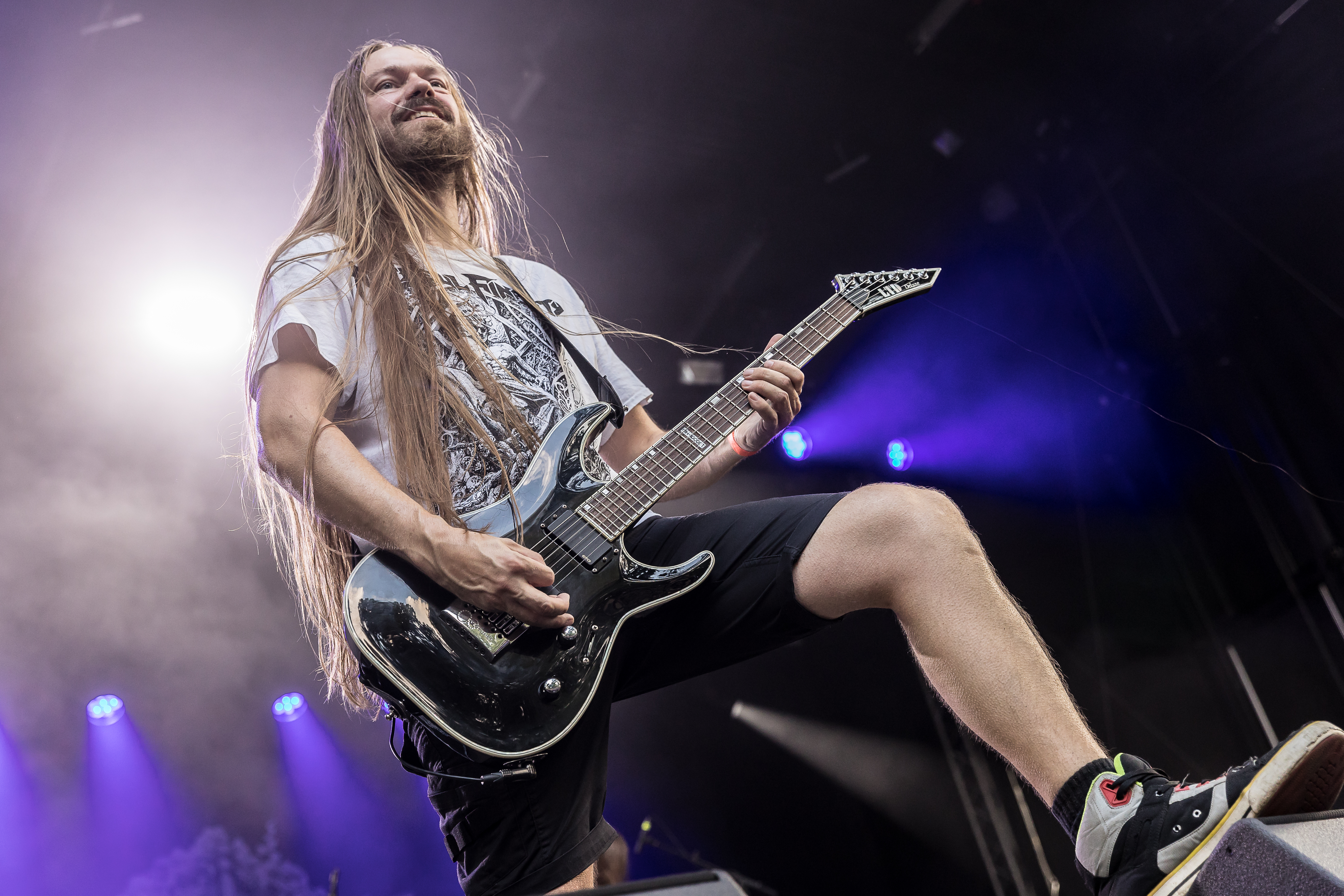
Gitarrist Fabian Hildebrandt
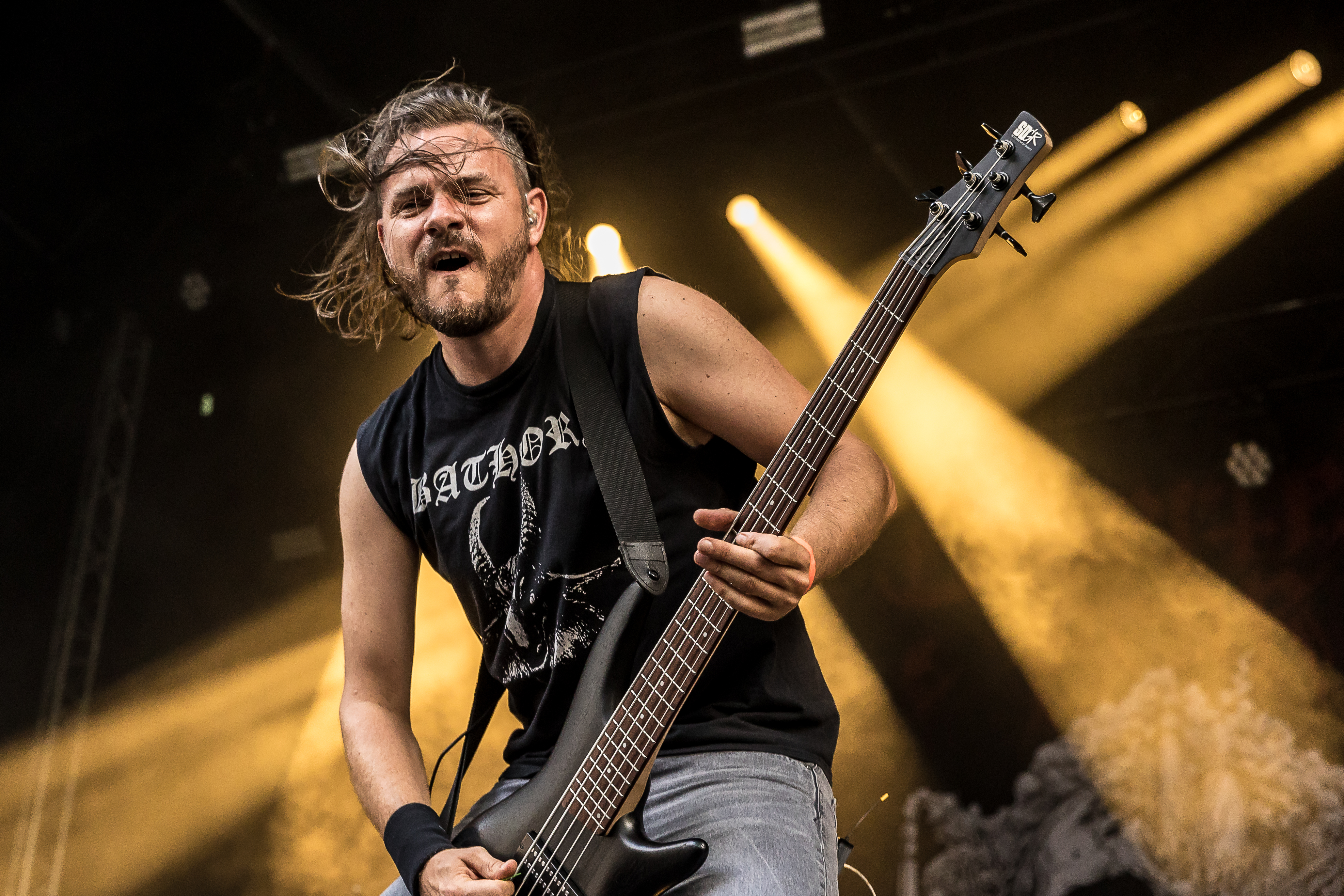
Live-Bassist John Gahlert
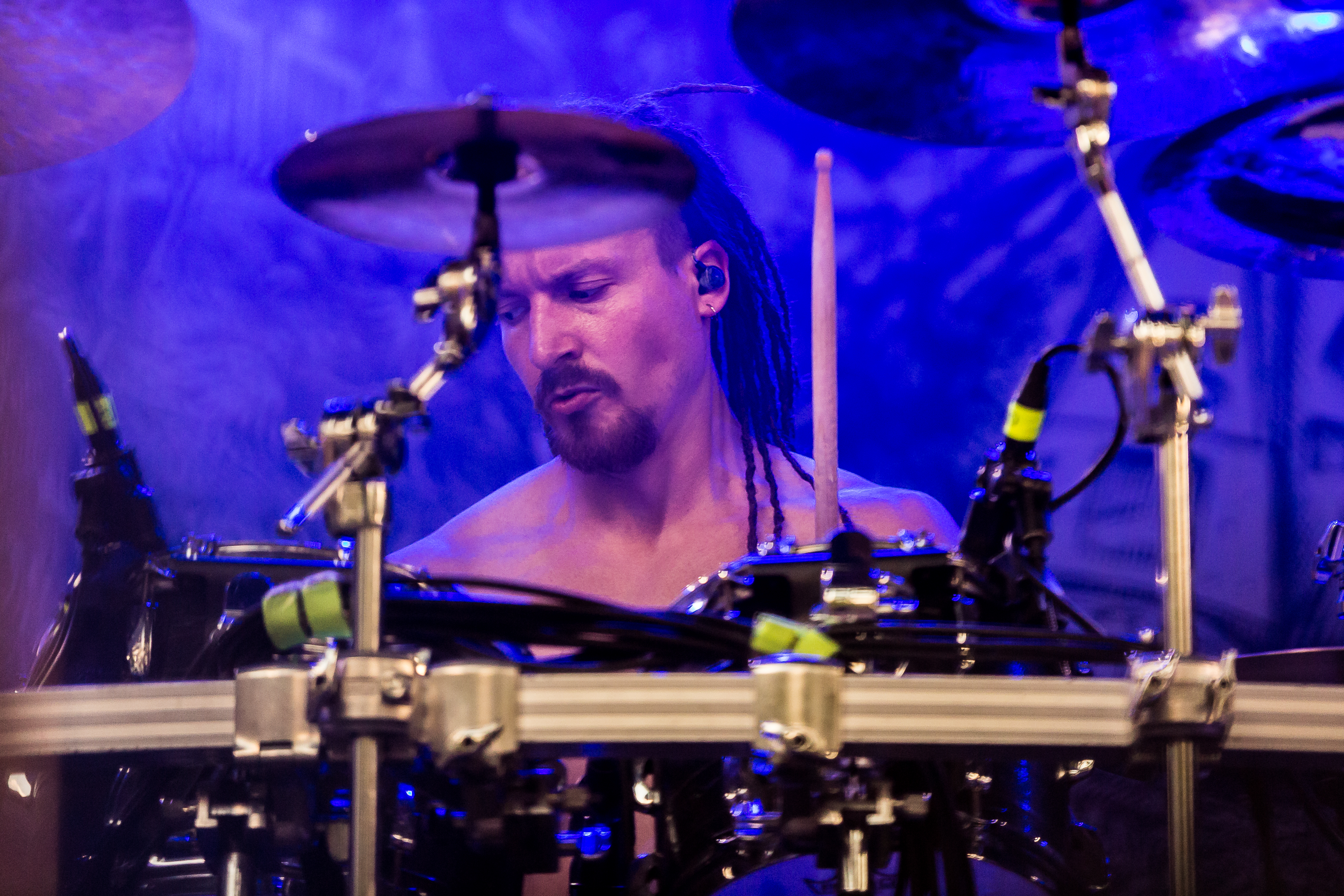
Schlagzeuger Simon Mengs

## Diskografie

### Alben
| Jahr | Titel Musiklabel                     | Höchstplatzierung, Gesamtwochen, AuszeichnungChartplatzierungen (Jahr, Titel, Musiklabel, Platzierungen, Wochen, Auszeichnungen, Anmerkungen) | Höchstplatzierung, Gesamtwochen, AuszeichnungChartplatzierungen (Jahr, Titel, Musiklabel, Platzierungen, Wochen, Auszeichnungen, Anmerkungen) | Anmerkungen                              |
| Jahr | Titel Musiklabel                     | DE | CH | Anmerkungen                              |
| ---- | ------------------------------------ | --- | --- | ---------------------------------------- |
| 2012 | My Empire FDA Rekotz/Soulfood        | — | — | Erstveröffentlichung: 28. September 2012 |
| 2014 | Kingdom of Worms FDA Rekotz/Soulfood | — | — | Erstveröffentlichung: 24. Oktober 2014   |
| 2017 | Dead Shores Rising Century Media     | DE41 (1 Wo.)DE | — | Erstveröffentlichung: 27. Januar 2017    |
| 2019 | Drowned by Humanity Century Media    | DE20 (1 Wo.)DE | — | Erstveröffentlichung: 8. Februar 2019    |
| 2022 | Doomsday Century Media               | DE8 (1 Wo.)DE | CH53 (1 Wo.)CH | Erstveröffentlichung: 4. März 2022       |
| 2025 | Veins of Fire Century Media          | DE31 (1 Wo.)DE | — | Erstveröffentlichung: 25. April 2025     |

### EPs, Singles
- 2018: A Morbid Vision/The Path of Sorrow (Eigenveröffentlichung)
- 2021: Funeral of the Earth/Artefacts of the Black Rain (Eigenveröffentlichung)

### Demo
- 2010: Demo 2010 (Eigenveröffentlichung)

## Rezeption
Der Metal Hammer bewertet das sechste Studioalbum Veins of Fire gut (5,5 von 7 Punkten) und schreibt anerkennend:

„Sauberes Handwerk, starke Gitarrenarbeit, Melodie vor Aggression und harmonische Zuversicht statt jugendlicher Wu(ch)t“

Das Musikmagazin Rock Hard bewertet das fünfte Studioalbum Doomsday sehr gut (8,5/10 Punkten) und schreibt, es sei nicht nur das melodischste Werk der Death-Metaller, sondern auch das mit Abstand ausgereifteste. Im Metal Hammer bezeichnete Tom Lubowski das Vorgängeralbum Doomsday als: „Mit drückendem Tieftongewitter und einer gehörigen Portion Melodie tun es die Thüringer ihren einschlägigen schwedischen Vorbildern gleich und verbinden Eingängigkeit mit Brutalität“, kritisierte aber auch, dass Deserted Fear „über weite Strecken eben nur im Windschatten besagter Aushängeschilder [fahren].“ Er vergab 4,5 von 7 Punkten.
Das zweite Studioalbum Kingdom Of Worms wird von Rock Hard gut bewertet (8/10 Punkten). Musikalisch setzt die Band ihren Weg konsequent fort, sie agiert melodisch und ist um Hooks mit Widererkennungswert bemüht.
Frank Albrecht von Rock Hard bezeichnete das Debütalbum My Empire als ein Album, das „eine echte Bombe ist, die alle zum Niederknien bringen dürfte, die auf Acts wie Hail of Bullets, God Dethroned, frühe Death oder Benediction stehen“. Und Alexander Renner vergab in seiner Besprechung für das Legacy-Magazin 13 von 15 möglichen Punkten.